# Podgorač
Podgorač är en ort i Kroatien.   Den ligger i länet Baranja, i den östra delen av landet, 180 km öster om huvudstaden Zagreb. Podgorač ligger 129 meter över havet och antalet invånare är 961.
Terrängen runt Podgorač är platt. Runt Podgorač är det ganska glesbefolkat, med 48 invånare per kvadratkilometer. Närmaste större samhälle är Našice, 11,0 km väster om Podgorač. Trakten runt Podgorač består till största delen av jordbruksmark.